# Heterolocha atrivalva
Heterolocha atrivalva är en fjärilsart som beskrevs av Eugen Wehrli 1937. Heterolocha atrivalva ingår i släktet Heterolocha och familjen mätare. Inga underarter finns listade i Catalogue of Life.